# Franz Welti
Franz Welti (* 25. März 1879 in Aarburg; † 30. September 1934 in Basel) war ein Schweizer Jurist und Politiker.

## Leben und Werk

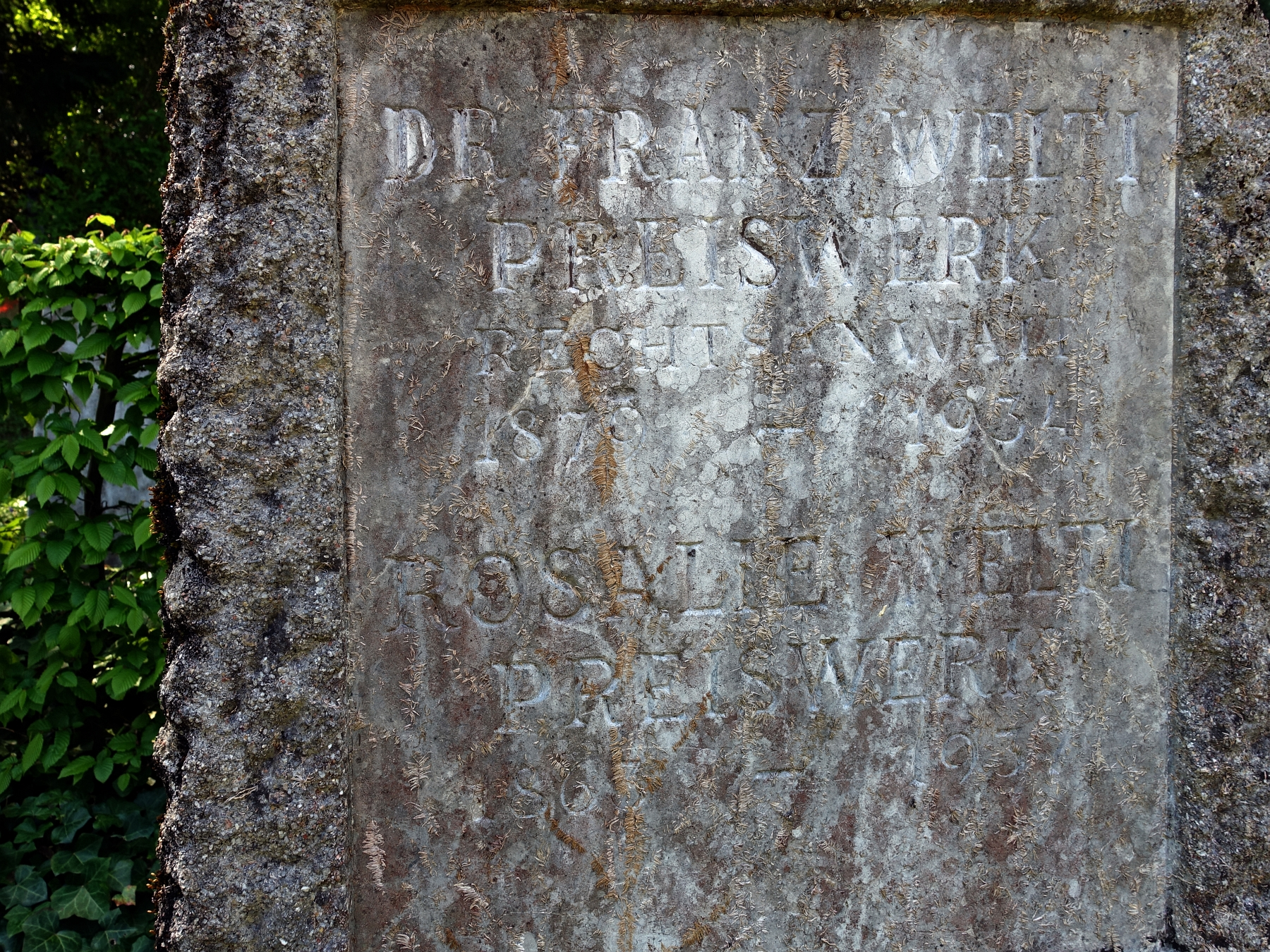
Grab, Wolfgottesacker in Basel.

Welti war ein Sohn des Direktors der Erziehungsanstalt Aarburg Franz Adolf († 1887) und der Lisa, geborene Kettiger. Sein älterer Bruder war Adolf Welti. Zudem war er ein Neffe von Emil Welti und Johann Jakob Welti (1828–1900).
Welti studierte Rechtswissenschaften in Zürich, Basel und Leipzig, wo er 1899 promovierte. Anschliessend war er in der Staatsanwaltschaft Basel tätig, ab 1907 als ordentlicher Untersuchungsrichter. 1909 heiratete er Rosina Stamm, geborene Preiswerk. Sie war die Witwe des Johann Jakob Stamm. 
Welti eröffnete 1910 seine eigene Anwaltskanzlei und war ab 1912 Parteipräsident der Sozialdemokratischen Partei Basel-Stadt. Später verliess er die Partei und baute die Kommunistische Partei der Schweiz auf. Auf Druck von Moskau trat Welti 1927 als Vorsitzender der KP Zentrale Schweiz zurück. Von 1911 bis 1934 sass Welti im Basler Grossen Rat und von 1925 bis 1932 im Nationalrat.
Welti fand seine letzte Ruhestätte auf dem Friedhof Wolfgottesacker in Basel.